# プラス1やまぐち
『プラス1やまぐち』（プラスワンやまぐち）は、山口放送（KRYテレビ）で放送されていた報道番組。1995年4月3日から2006年3月31日まで、毎週月曜日 - 金曜日 18:17 - 18:54（JST）に放送された。

## 放送時間の変遷
- 月曜 - 金曜 18:30 - 18:55 / 1995年4月3日 - 1995年9月29日
- 月曜 - 金曜 18:29 - 18:55 / 1995年10月2日 - 1996年9月27日
- 月曜 - 金曜 18:23 - 18:55 / 1996年9月30日 - 1998年10月2日
- 月曜 - 金曜 18:21 - 18:55 / 1998年10月5日 - 2000年12月29日
- 月曜 - 金曜 18:20 - 18:55 / 2001年1月4日 - 2002年6月28日
- 月曜 - 金曜 18:19 - 18:55 / 2002年7月1日 - 2004年3月26日
- 月曜 - 金曜 18:17 - 18:55 / 2004年3月29日 - 2006年3月31日

## キャスター
- 向田好美（山口放送アナウンサー　総合司会）
- 中谷隆宏（当時山口放送アナウンサー　アシスタント）